# Oracle Financial Analyzer
Oracle Financial Analyzer — програмний продукт стратегічного корпоративного управління фірми «Oracle».

## Призначення пакета Oracle Financial Analyzer
Модуль Oracle Financial Analyzer «Фінансовий аналізатор» призначений для підготовки фінансової звітності, виконання аналізу, планування і розробки бюджету, він є частиною комплексу програм Oracle E-Business Suite — інтегрованого набору застосунків, призначеного для перетворення бізнесу в електронний вид. Комплексне і цілком інтегроване рішення Oracle дозволяє здійснювати як зовнішні операції з покупцями, постачальниками, так і внутрішні корпоративні операції в електронному виді.
«Фінансовий аналізатор» готує бюджет і створює прогнози, огляди, зміни і зв'язки в рамках єдиної системи, забезпечуючи підготовку і прийняття рішень, а потім контроль результатів їх виконання в масштабах усього підприємства. Продукт координує і спрощує процес розробки бюджету для будь-яких використовуваних підприємством способів підготовки бюджету вниз, вгору або змішаним способом.
«Фінансовий аналізатор» може розподіляти бюджетні показники з верхніх рівнів, наприклад, квартал або підрозділ на нижні рівні: місяць або відділ. Користувачі можуть копіювати фактичні дані минулого року в бюджет наступного року і змінювати відповідні бюджетні статті, задаючи відсотки або конкретні суми. Для прогнозування доходів, керування витратами і маркетинговими витратами можуть вводитися обсяги в натуральних одиницях вимірювання.
Інструментальні засоби збору даних, включаючи електронні таблиці і Web-браузери, забезпечують контрольоване одержання бюджетних даних. Для прискорення обробки бюджетів і прогнозів користувачі мають окремі фрагменти загальної фінансової бази даних на персональних комп'ютерах. На завершальному етапі циклу підготовки бюджету остаточно сформований бюджет консолідується для забезпечення доступу до нього всіх підрозділів підприємства і закривається для запобігання введення яких-небудь додаткових змін.

## Засоби аналізу і підготовки звітів
Уся потужність засобів «Фінансовою аналізатора» базується багатовимірній моделі даних Express®, що зберігає дані в найбільш зрозумілому і добре сприйманому менеджерами підприємства в «Фінансовий аналізатор» діє через Web-агента системи Express забезпечення моментального безпечного доступу до багатовимірних даних через корпоративну мережу або через мережу Internet Ключова інформація може розглядатися в будь-якій комбінації вимірів, наприклад, по позиціях виробів, періодах часу, виробленим продуктам, регіонам, центрам витрат і т. ін. Інструменти навігації по багатовимірним даним дозволяють користувачам швидко виділити джерело розбіжностей. Ці інструментальні засоби дозволяють спростити підготовку і виконання запитів про фінансову ефективність центрів прибутку по продуктах, каналах і періодах часу. Спеціалізовані інструментальні засоби, наприклад «Селектор Фінансового аналізатора», забезпечують виконання аналізу на основі запитів або на основі відхилень. Використовуючи багатовимірний аналіз, користувачі можуть контролювати й аналізувати фінансові дані, а також створювати і зберігати персональні звіти і бізнес-діаграми без будь-якого залучення в ці роботи фахівців з інформаційних технологій.
Такі засоби забезпечують підтримку широкого набору засобів фінансового моделювання. Результати аналізу по сценаріях «що, якщо» відображаються негайно. Велика бібліотека убудованих функцій допомагає користувачам створювати прогнози і розраховувати різні коефіцієнти ефективності. Для виконання розширеного аналізу користувачі можуть поєднувати дані головної книги з даними інших джерел, одержувати й обмінюватися з іншими користувачами новими фінансовими даними. Для підготовлених моделей характерна контрольована незалежність, що дозволяє користувачам визначати різні рівняння детального розрахунку для конкретних організаційних одиниць і сценаріїв, разом з тим перевірені правила розрахунку зберігаються для загального використання.
«Фінансовий аналізатор» адаптується до будь-яких бізнес-структур організації, таких, наприклад, як центри витрат, продукти, послуги або роздрібні магазини, і може відбивати будь-який існуючий бізнес. Крім того, для відображення нових або потенційних бізнес-сценаріїв, а також для зміни організаційних структур дані і моделі Фінансового аналізатора можуть бути швидко змінені.
Підтримується інтеграція з електронними таблицями.

## Прийняття рішень на основі інтеграції з ERP-системою
Модуль «Фінансовий аналізатор» тісно інтегрований з модулем Oracle «Головна книга», що усуває необхідність подвійного введення даних і подвійного ведення структур. Інформація «Головної книги» легко відображається на структурі «Фінансового аналізатора», де по ній підготовляються звіти, вона аналізується і поєднується з даними інших джерел, а потім використовується як база для підготовки бюджетів, прогнозів і планів. Сальдо рахунків «Головної книги» також знаходить висвітлення у «Фінансовому аналізаторі». Постійний зв'язок між цими двома застосунками дозволяє передавати зміни ієрархій і інших структур, що відбулися в «Головній книзі», безпосередньо у «Фінансовий аналізатор» без будь-якої додаткової доробки. Дані і структури можна автоматично регенерувати не регулярній основі, так, щоб забезпечувалася їх цілісність і керованість. Бюджети, створені у «Фінансовому аналізаторі», можуть бути передані назад у модуль Oracle «Головна книга» і зберігатися та виконання порівняльних звітів по «Головній книзі». Процес аналізу стає найповнішим за рахунок можливості прямого доступу до даних модуля «Головна книга» з «Фінансового аналізатора».
Пакет забезпечує контрольований доступ до даних. Продукт підтримує цілісність фінансових даних у центральному джерелі і гарантує, що користувачі можуть одержувати необхідну їм інформацію безпосередньо зі своїх робочих місць через Web-браузер.
Засоби керування доступом дозволяють адміністраторові визначати для конкретних користувачів, які фінансові дані вони можуть переглядати і редагувати. Користувачі працюють тільки з інформацією, що представляє для них інтерес і відповідає їх посадовим обов'язкам. Керівники високого рангу можуть одержувати зведені дані, відповідні до рівня їх вимог, а оперативне керівництво може одержувати як детальні, так і зведені дані.

## Гнучка мережна архітектура
Сучасні системи фінансового керування найбільш ефективні, коли вони можуть використовуватися не тільки співробітниками фінансових підрозділів. Структурні одиниці організації повинні надавати фінансову інформацію і збирати її по всій розмаїтості мережних користувачів і по всьому світі. Діючий у середовищі Internet «Фінансовий аналізатор» надає фінансові дані, засоби аналізу й інструментальні засоби збирання даних у масштабах усього підприємства.
Безліч параметрів конфігурування дозволяють адміністраторам побудувати унікальну розподілену архітектуру «Фінансового аналізатора», яка цілком відповідає вимогам і місцям розташування фінансових менеджерів. Гнучкий доступ і масштабування архітектури реалізує могутній, швидкісний керований мережний застосунок, призначений для обробки величезних обсягів даних і рішення складних поточних і перспективних задач фінансового управління.